# Oliver Martin (Radsportler)
Oliver „Butch“ Martin (* 10. Juli 1946 in New York City) ist ein ehemaliger US-amerikanischer Radrennfahrer und heutiger Radsporttrainer.
Zweimal startete Butch Martin bei Olympischen Spielen: 1964 in der Mannschaftsverfolgung auf der Bahn, wo das US-amerikanische Team in der ersten Runde ausschied, und 1968 im Mannschaftszeitfahren (Platz 20). 1971 startete er zudem bei den Panamerikanischen Spielen.
1973 trat Martin vom aktiven Radsport zurück und wurde ein erfolgreicher Trainer. Über mehrere Jahre betreute er National-Teams bei Weltmeisterschaften und Olympischen Spielen. Bei Radrennen war er als Sportlicher Leiter tätig, so etwa bei der Tour of the Americas und bei nationalen Meisterschaften. Zudem gehörte er dem Vorstand der USPro an, der früheren Vertretung der amerikanischen Profi-Rennfahrer. Auch seine Frau Rebecca war als Radsportlerin aktiv.
2005 wurde Butch Martin in die United States Bicycling Hall of Fame aufgenommen.